# Marc Dullaert
Marcus Ludovicus Maria (Marc) Dullaert (Zutphen, 31 augustus 1963) is een Nederlandse ondernemer en bestuurder die op 15 februari 2011 door de Tweede Kamer officieel benoemd werd tot de eerste Kinderombudsman van Nederland. Hij vervulde deze functie tot 1 april 2016, waarbij hij vanaf 1 oktober 2015 tevens voorzitter was van het Europese netwerk van Kinderombudsmannen (ENOC). Hij is oprichter en bestuursvoorzitter van Stichting KidsRights, die zich inzet voor kinderrechten wereldwijd.

## Jeugd en opleiding
Dullaert werd geboren en groeide op in Zutphen en behaalde zijn middelbareschooldiploma aan het Isendoorn College in Warnsveld. Hierna studeerde hij theologie in Amsterdam en sociale wetenschappen/communicatiewetenschap aan de Katholieke Universiteit Leuven, waar hij in 1988 zijn licentiaat (mastergraad) behaalde. Later volgde hij de MBA-opleiding aan de Nyenrode Business Universiteit. In 1996 behaalde hij hier zijn mastergraad.

## Werkzaamheden
Dullaert werkte tot 1995 bij Foster Parents Plan als marketingmanager. Daarna was hij - tot 2003 - algemeen directeur en aandeelhouder bij Ivo Niehe Producties. Van 2003 tot 2009 was hij als CEO werkzaam bij het Europese bedrijf D&D Film & TV Producties B.V., actief in Nederland, België, Duitsland, Frankrijk en Engeland. Verschillende producties van D&D zijn destijds genomineerd voor internationale televisie- en filmprijzen, waaronder de César, de Gouden Roos, de Gouden Beer en de Golden Nymph Award. D&D Film & TV Producties B.V. heeft heeft op 22 juli 2008 surseance van betaling aangevraagd. Een akkoord over de opheffing hiervan is door de rechtbank Amsterdam op 21 januari 2009 bekrachtigd.
Van 2011 tot 2016 werkte Dullaert als Kinderombudsman. Van 2014 tot 2016 was hij tevens voorzitter van de Europese Koepel van Kinderombudsmannen (ENOC).
In april 2016 presenteerde Dullaert samen met Marta Santos Pais (destijds speciale vertegenwoordiger van de secretaris-generaal van de Verenigde Naties) de VN-campagne ‘High Time to End Violence against Children’. Deze campagne werd gepresenteerd aan de United Nations Human Rights Council in Genève.
In juni 2016 werd Dullaert door de ministeries van Onderwijs, Cultuur en Wetenschap, Volksgezondheid, Welzijn en Sport & Justitie en Veiligheid, de onderwijsraden PO/VO en de Vereniging van Nederlandse Gemeenten aangesteld als Aanjager van het thuiszitterspact. Zijn taak: het bestuurlijk vlottrekken van het passend onderwijs en het terugdringen van het aantal thuiszitters (kinderen die niet naar school gaan). Deze taak vervulde hij tot 2018.
Vervolgens werd hij in 2018 door de ministeries van Onderwijs, Cultuur en Wetenschap en Volksgezondheid, Welzijn en Sport gevraagd onderzoek te doen naar de doorzettingsmacht binnen de onderwijs- en zorgsector. Dit resulteerde in 2019 in het adviesrapport ‘De kracht om door te zetten’ voor de Tweede Kamer.
Van 2018 tot 2020 was Dullaert voorzitter van de G4 motorgroep passend onderwijs.
In april 2019 werd hij verkozen tot voorzitter van de Raad van Toezicht van het Trimbos-Instituut.
In november 2019 werd hij benoemd tot voorzitter van het CDA Overijssel.
In maart 2020 werd Dullaert (deeltijd) partner bij adviesbureau BMC.
Hij is (sinds de oprichting in 2003) bestuursvoorzitter van Stichting KidsRights.

## Kinderombudsman
Op 15 februari 2011 werd Dullaert door de Tweede Kamer benoemd tot de eerste Kinderombudsman van Nederland. Hij startte in april met zijn werkzaamheden. Het was onder meer zijn taak om het instituut Kinderombudsman op te zetten. De Kinderombudsman is een substituut-ombudsman van de Nationale ombudsman, hij heeft echter een geheel eigen werkterrein en moet zich zelfstandig verantwoorden aan de Eerste en Tweede Kamer. De taak van de Kinderombudsman: ervoor zorgen dat overheidsinstanties en andere organisaties de rechten van kinderen en jeugdigen tot 18 jaar eerbiedigen. Zijn instrumenten daartoe zijn onder andere: voorlichting, onderzoek van klachten van kinderen en jeugdigen en het gevraagd en ongevraagd adviseren van regering en parlement. In deze functie besteedde Dullaert aandacht aan onder meer kinderarmoede, vechtscheidingen, leerrecht in plaats van leerplicht en pesten. Ook monitorde hij de decentralisatie van de jeugdzorg.
In navolging van het plan van aanpak tegen pesten - dat Dullaert samen met staatssecretaris Sander Dekker van Onderwijs, Cultuur en Wetenschap in maart 2013 presenteerde - stemde de Tweede Kamer in maart 2015 in met de Wet sociale veiligheid (de anti-pestwet). Deze wet verplicht scholen om pesten effectief aan te pakken. Daarnaast maakte Dullaert zich sterk voor het kinderpardon en zette hij - in samenwerking met de Universiteit Leiden - de eerste Nederlandse kinderrechtenmonitor op.
Voorzitter ENOC
Dullaert werd op 24 oktober 2014 in Edinburgh verkozen tot voorzitter van de Europese Koepel van Kinderombudsmannen (ENOC), met 42 Kinderombudsmannen uit 32 landen. In deze hoedanigheid nam hij in 2015 het initiatief tot de Task Force Children on the Move in Europe. Het doel: zorgen dat Europese leiders prioriteit geven aan de veiligheid van kinderen die binnen Europa op de vlucht zijn.
In 2015 presenteerde Dullaert het rapport ‘Poverty and Austerity in Europe’ aan de United Nations Human Rights Council in Genève. Zijn rapport ‘Tackling Violence Against Children in Europe’ werd in 2015 onderschreven door de Verenigde Naties.
De Nationale Ombudsman Reinier van Zutphen maakte begin 2016 van zijn wettelijke mogelijkheid gebruik om Dullaert niet voor te dragen voor een herbenoeming. De 5-jarige ambtstermijn van Dullaert liep af op 1 april 2016. Na het bekend worden van zijn vertrek tekenden binnen een paar dagen tijd  meer dan 28.000 mensen een petitie die opriep Dullaert een tweede ambtstermijn te gunnen. Uiteindelijk ondertekenden 40.557 mensen de petitie 'Dullaert moet blijven', die op 17 februari 2016 aan de Tweede Kamer werd aangeboden. Op 5 april 2016 benoemde de Tweede Kamer Margrite Kalverboer tot zijn opvolger.

## Stichting KidsRights
Dullaert richtte samen met zijn echtgenote Ingrid Ikink op 3 juli 2003 de Stichting KidsRights op. KidsRights zet zich samen met kinderen in voor een wereld waarin kinderrechten worden gewaarborgd. De stichting is ervan overtuigd dat kinderrechten beter nageleefd worden wanneer kinderen zelf meebeslissen over de zaken die hen direct aangaan en zelf in actie kunnen komen. Daarnaast zoekt KidsRights naar jonge ‘changemakers’ over de hele wereld: kinderen die zelf actie ondernemen om hun positie te verbeteren. KidsRights biedt hen een internationaal podium om hun boodschap te delen. Zij krijgen steun om hun lokale acties te versterken en uit te breiden.
Dullaert is de bestuursvoorzitter van Stichting KidsRights. Hij nam in 2010 het initiatief tot de KidsRights Millennium Development Goals Conference in Johannesburg. Het voorzitterschap hiervan werd vervuld door de Nobelvredesprijswinnaars emeritus aartsbisschop Desmond Tutu en voormalig president van Zuid-Afrika De Klerk. Tijdens deze conferentie werd een oproep gedaan aan Ban Ki-moon, destijds secretaris-generaal van de Verenigde Naties, om meer aandacht te besteden aan kinderrechten.
Op 23 mei 2017 kreeg Stichting KidsRights officieel een speciale consultatieve status bij de Economische en Sociale Raad van de Verenigde Naties (ECOSOC). Hierdoor kan KidsRights actief een bijdrage leveren aan onder meer processen en conferenties van de Verenigde Naties. Marc Dullaert zei hierover: “Kinderen hebben het recht om gehoord te worden in de besluitvormingsprocessen die hun toekomst bepalen. KidsRights zal deze status aanwenden om jonge changemakers in staat te stellen gebruik te maken van hun rechten."

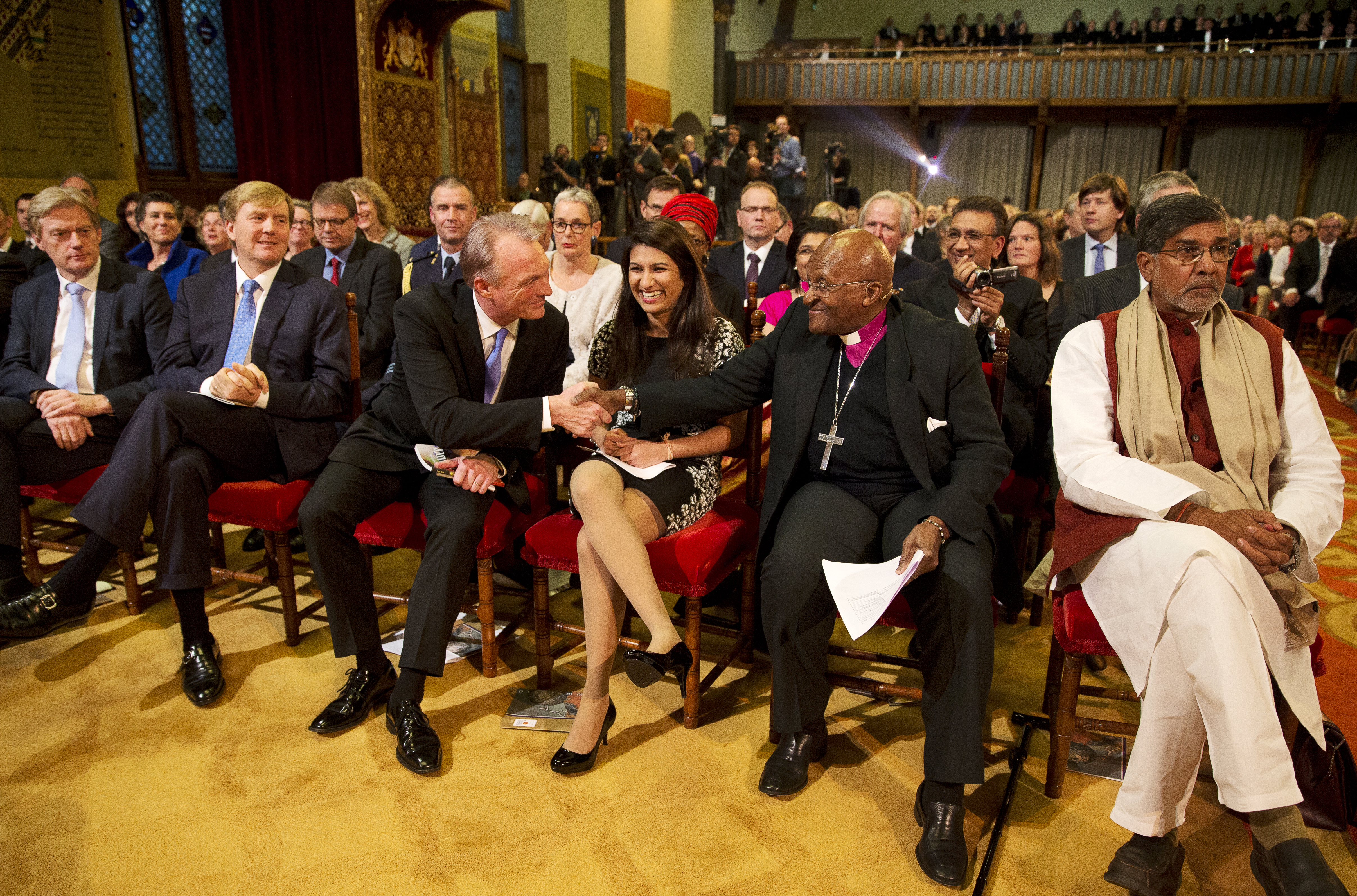
De jubileumuitreiking van de Kindervredesprijs 2014. V.l.n.r. Staatssecretaris VWS Martin van Rijn, Zijne Majesteit Koning Willem-Alexander, Marc Dullaert, winnares Neha Gupta, KidsRights-beschermheer Desmond Tutu en Nobelvredesprijswinnaar Kailash Satyarthi. Foto: Jerry Lampen

## International Children's Peace Prize
Dullaert initieerde in 2005 de International Children’s Peace Prize. Deze Internationale Kindervredesprijs werd gelanceerd tijdens de World Summit of Nobel Peace Prize Laureates in Rome, voorgezeten door Michael Gorbatsjov. Tijdens deze bijeenkomst reikte Gorbatsjov de eerste Internationale Kindervredesprijs postuum uit aan Nkosi Johnson, die opkwam voor de rechten van kinderen met hiv/aids. In de jaren daarna volgden winnaars als Malala Yousafzai (2013), March for our Lives (2018) en Gretha Thunberg (2019). De prijs wordt sinds 2005 jaarlijks uitgereikt door een Nobelvredesprijswinnaar in de Ridderzaal in Den Haag.
Dullaert is tevens voorzitter van het expertcomité van deze prijs. In 2014 – ter gelegenheid van het tienjarig bestaan van de Internationale Kindervredesprijs – werd de prijsuitreiking bijgewoond door onder anderen Zijne Majesteit Koning Willem-Alexander en Nobelvredesprijswinnaar Desmond Tutu, de beschermheer van KidsRights en de International Children’s Peace Prize. De prijsuitreiking in 2020 bereikte 1.285 miljard mensen over de hele wereld.
Beschermheer Desmond Tutu
Desmond Tutu is sinds 2008 beschermheer van KidsRights en de International Children’s Peace Prize.
Changemakers
Ter gelegenheid van het tienjarig bestaan van de International Children’s Peace Prize verscheen in 2014 het boek ‘Changemakers’ van Inge Ikink, uitgegeven door KidsRights. In dit boek worden de eerste tien winnaars van de Kindervredesprijs geportretteerd.

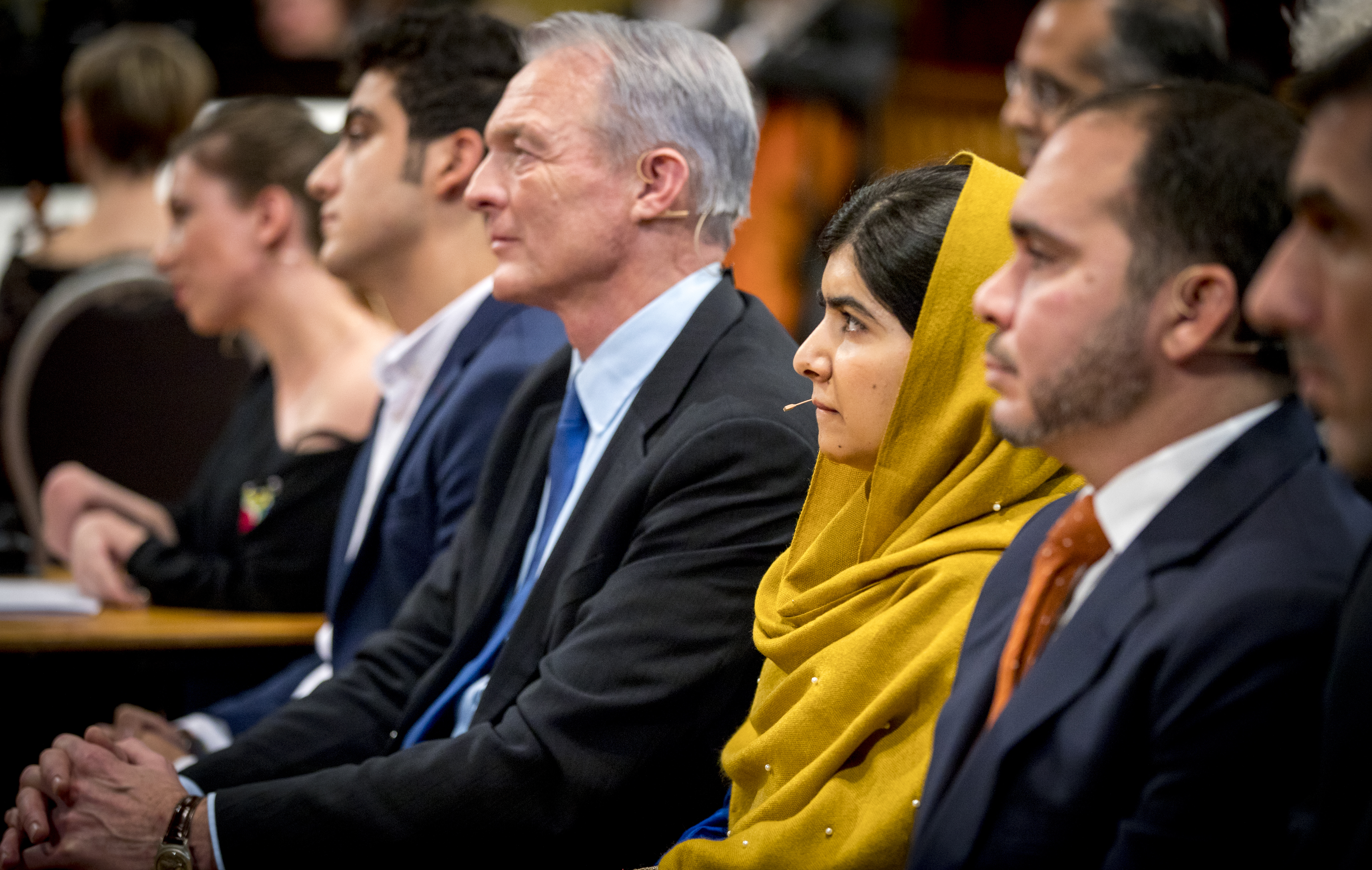
De uitreiking van de Kindervredesprijs 2017. V.l.n.r. Winnaar 2011 Chaeli Mycroft, Winnaar 2017 Mohamad Al Jounde, Marc Dullaert, Nobelvredesprijswinnares Malala Yousafzai en keynote speaker Zijne Koninklijke Hoogheid Prins Ali bin Al Hussein van Jordanië. Foto:Jerry Lampen

## KidsRights Index
Dullaert nam in 2013 het initiatief tot de KidsRights Index, de eerste en enige ranking die meet hoe kinderrechten wereldwijd worden nageleefd en in hoeverre landen zich inzetten om de rechten van kinderen te verbeteren. Deze index wordt – in samenwerking met de Erasmus Universiteit – jaarlijks opgesteld. De KidsRights Index stond in 2020 in het teken van de invloed van de coronacrisis op kinderrechten.

## State of Youth
In 2018 nam Dullaert het initiatief tot de oprichting van ‘State of Youth’. Dit is de eerste ‘grenzeloze’ digitale online ‘staat’ voor en door jongeren (van 13 – 24 jaar).

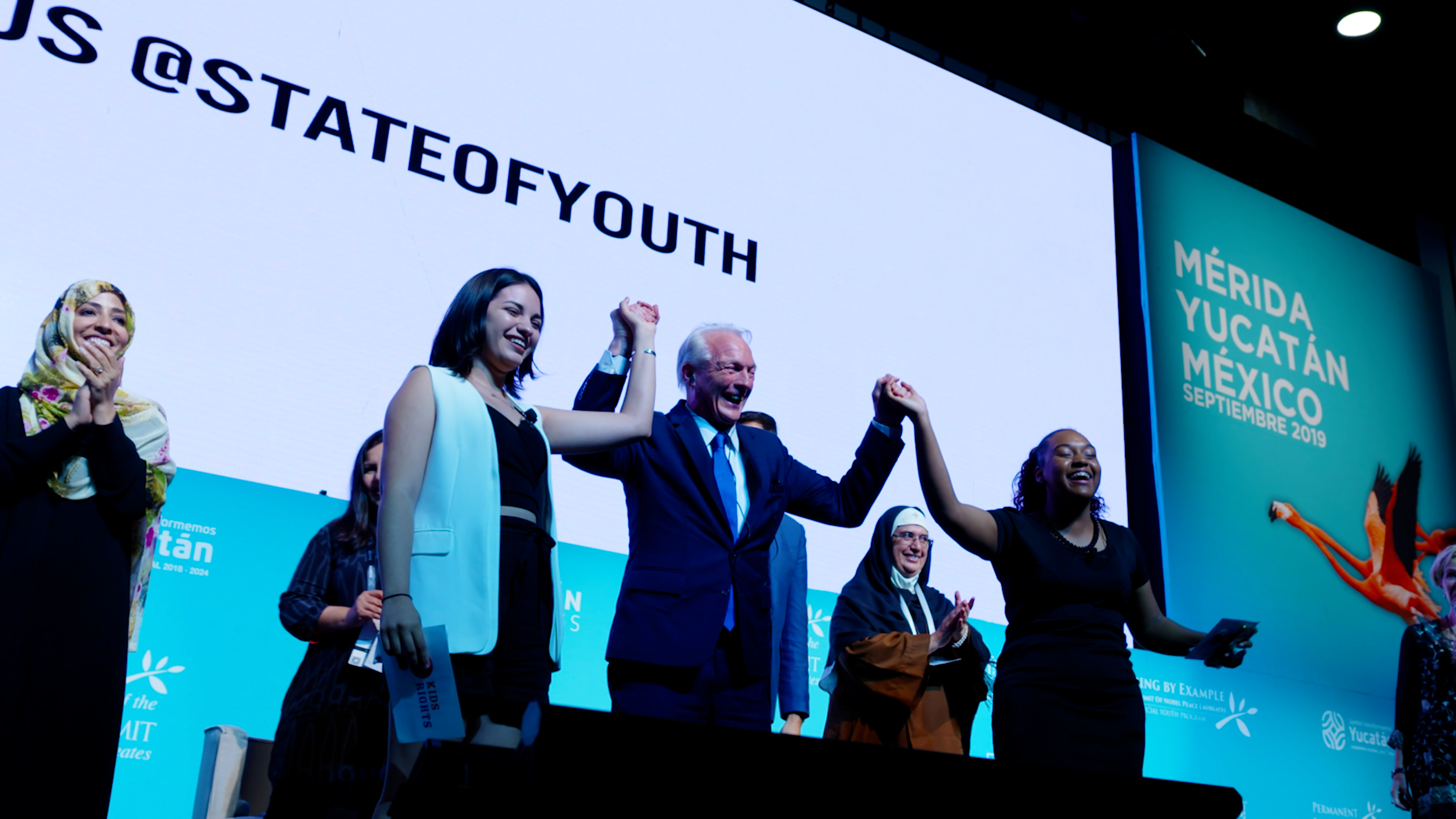
Lancering State of Youth tijdens de World Summit of Nobel Peace Laureates, september 2019 in Mérida, Mexico. V.l.n.r.: Nobelvredesprijswinnares Tawakkol Karman, Mariann Avila (lid van de Youth Board van State of Youth), Marc Dullaert en Isabelle Christina S. Silva (lid van de Youth Board van State of Youth). Foto: screencap KidsRights

Tijdens de World Summit of Nobel Peace Prize Laureates in september 2019 in Mexico lanceerde Dullaert ‘State of Youth’ officieel. State of Youth is bedoeld om jongeren bewust te maken van – en in actie te laten komen voor – de meest urgente problemen waarmee de wereld vandaag wordt geconfronteerd. State of Youth vraagt jongeren middels preferenda om hun mening en om die te laten horen aan regeringsleiders. State of Youth werd een dag na de lancering ook gepresenteerd tijdens de United Nations Youth Climate Summit in New York. Inmiddels hebben jongeren uit 83 landen zich aangesloten bij deze eerste digitale online ‘staat’.

### Chapters on the ground
In november 2020 voerde State of Youth – in samenwerking met Facebook en op Instagram – campagne om ‘chapters on the ground’ op te richten; lokale branches waar jongeren elkaar kunnen ontmoeten en hun stem laten horen. Begin 2021 waren er in 23 landen lokale branches van State of Youth actief.

## Gastspreker

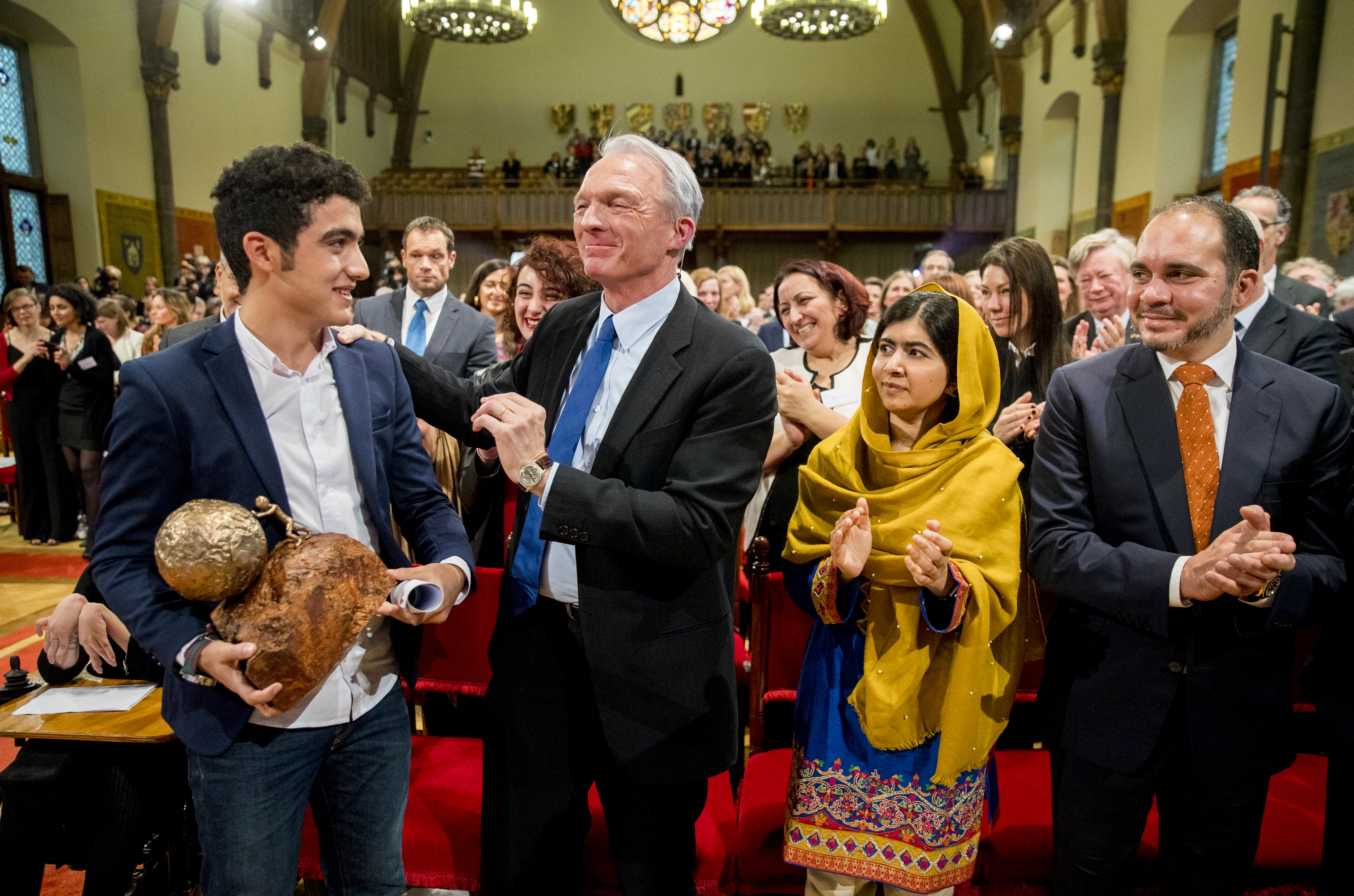
De uitreiking van de Kindervredesprijs 2017. V.l.n.r. Winnaar Mohamad Al Jounde, Marc Dullaert, Nobelvredesprijswinnares Malala Yousafzai en keynote speaker Zijne Koninklijke Hoogheid Prins Ali bin Al Hussein van Jordanië. Foto: Jerry Lampen

Dullaert was onder meer gastspreker en/of panellid:
- bij de United Nations Human Rights Council (Genève, 2015)
- bij de European Fundamental Rights Summit (Wenen, 2016);
- bij de UN World Humanitarian Summit (Istanbul, 2016);
- op uitnodiging van het Internationaal Strafhof (Den Haag, 2017) bij de officiële presentatie van het jeugdbeleid aan het corps diplomatique;
- bij de Nobel Peace Summit (Bogota 2017);
- bij de World Summit of Nobel Peace Laureates (Merida 2019).

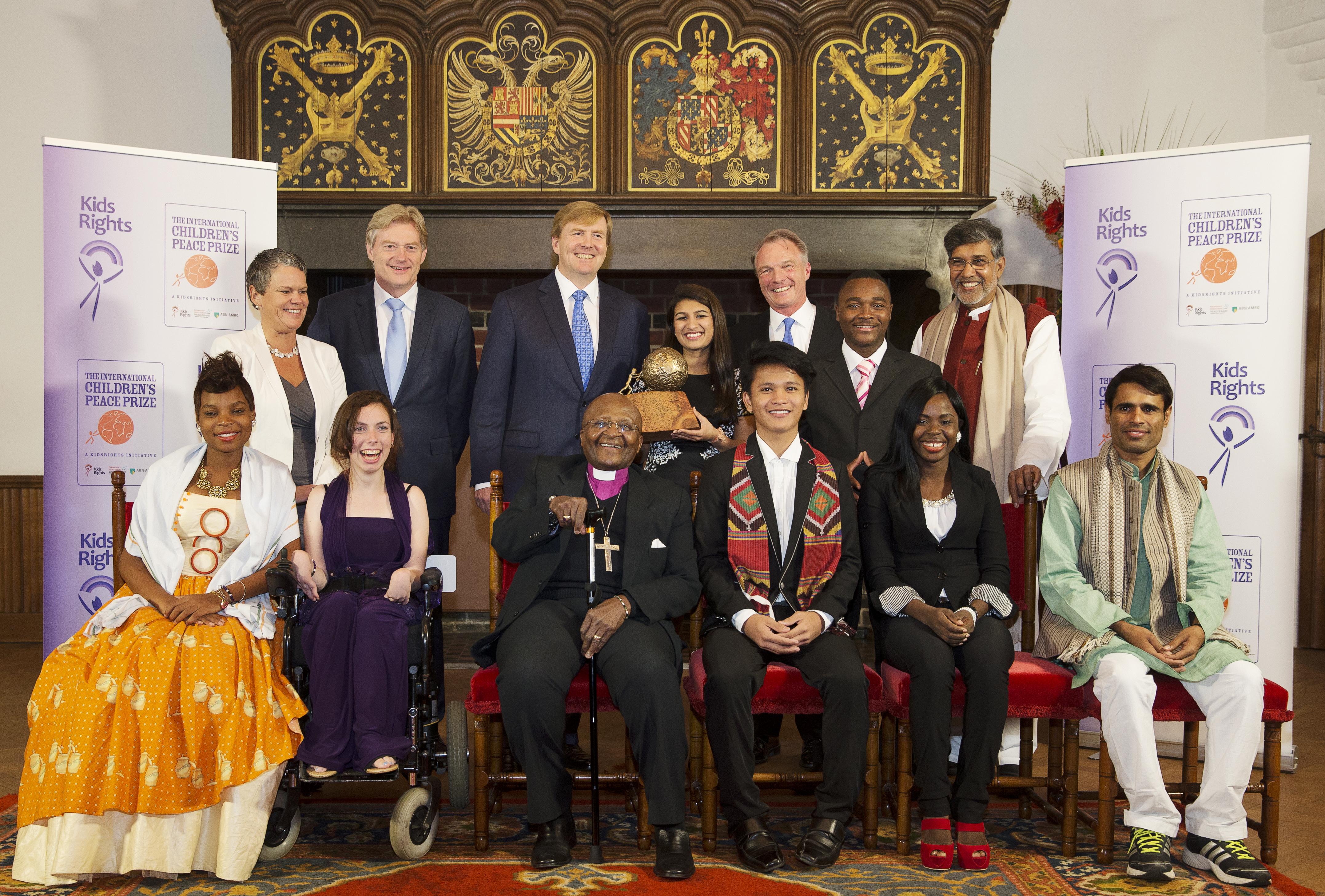
Het 10-jarig jubileum van de Kindervredesprijs, met de verzamelde Kindervredesprijswinnaars, in aanwezigheid van Zijne Majesteit de Koning en Desmond Tutu, beschermheer van KidsRights en de Kindervredesprijs. Foto: Jerry Lampen

## Onderscheiding
In 2016 kreeg Dullaert de Mediation Penning uitgereikt, die in het leven is geroepen ter nagedachtenis aan professor Peter Hoefnagels, de grondlegger van methodische mediation in Nederland.

## Personalia
Dullaert is getrouwd en heeft drie kinderen. Het gezin woont in Deventer.